# حلوادره
حلوادره (به ترکی استانبولی: Helvadere) یک منطقهٔ مسکونی در ترکیه است که در استان آق‌سرای واقع شده‌است. حلوادره ۲٬۸۷۷ نفر جمعیت دارد و ۱٬۳۴۰ متر بالاتر از سطح دریا واقع شده‌است.